# España en los Juegos Olímpicos de Londres 2012
España estuvo representada en los Juegos Olímpicos de Londres 2012 con un total de 278 deportistas (166 hombres y 112 mujeres) que participaron en 23 deportes; conformando así la delegación más grande entre los países de habla hispana y la décima de todos los países participantes. Responsable del equipo olímpico fue el Comité Olímpico Español (COE), así como las federaciones deportivas nacionales de cada deporte con participación.
El portador de la bandera en la ceremonia de apertura iba a ser el tenista Rafael Nadal, pero una semana antes del inicio de los Juegos anunció que no participaría por causa de una lesión. En sustitución, el COE eligió como abanderado al jugador de baloncesto Pau Gasol. Para la ceremonia de clausura fue nombrado el piragüista Saúl Craviotto, ganador de una medalla de oro en los Juegos anteriores y una medalla de plata en estos.
El equipo español obtuvo en total 20 medallas, 4 de oro, 10 de plata y 6 de bronce. Tres de estas 20 medallas fueron conseguidas posteriormente por reasignación, después de diferentes descalificaciones por dopaje: la medalla de oro de la halterófila Lidia Valentín y las de bronce de la atleta Ruth Beitia y del piragüista Alfonso Benavides.

## Medallistas
| Nombre | Deporte               | Competición      | Fecha        |
| --- | --------------------- | ---------------- | ------------ |
| Oro |                       |                  |              |
| Lidia Valentín | Halterofilia          | 75 kg            | 3 de agosto  |
| Joel González Bonilla | Taekwondo             | –58 kg           | 8 de agosto  |
| Marina Alabau | Vela                  | RS:X             | 7 de agosto  |
| Támara Echegoyen Ángela Pumariega Sofía Toro                                                                                        | Vela                  | Elliott 6m       | 11 de agosto |
| Plata |                       |                  |              |
| Equipo | Baloncesto            | Torneo masculino | 12 de agosto |
| Mireia Belmonte | Natación              | 200 m mariposa   | 1 de agosto  |
| Mireia Belmonte | Natación              | 800 m libre      | 3 de agosto  |
| Ona Carbonell Andrea Fuentes | Natación sincronizada | Dúo              | 7 de agosto  |
| David Cal | Piragüismo            | C1 1000 m        | 8 de agosto  |
| Saúl Craviotto | Piragüismo            | K1 200 m         | 11 de agosto |
| Brigitte Yagüe | Taekwondo             | –49 kg           | 8 de agosto  |
| Nicolás García Hemme | Taekwondo             | –80 kg           | 10 de agosto |
| Javier Gómez Noya | Triatlón              | Individual       | 7 de agosto  |
| Equipo | Waterpolo             | Torneo femenino  | 9 de agosto  |
| Bronce |                       |                  |              |
| Ruth Beitia | Atletismo             | Salto de altura  | 11 de agosto |
| Equipo | Balonmano             | Torneo femenino  | 11 de agosto |
| Maider Unda | Lucha libre           | 72 kg            | 9 de agosto  |
| Ona Carbonell Andrea Fuentes Clara Basiana Alba Cabello Margalida Crespí Thais Henríquez Paula Klamburg Irene Montrucchio Laia Pons | Natación sincronizada | Equipo           | 10 de agosto |
| Alfonso Benavides | Piragüismo            | C1 200 m         | 11 de agosto |
| Maialen Chourraut | Piragüismo en eslalon | K1               | 2 de agosto  |

### Por deporte
| Evento                | Oro | Plata | Bronce | Total |
| --------------------- | --- | ----- | ------ | ----- |
| Atletismo             | 0   | 0     | 1      | 1     |
| Baloncesto            | 0   | 1     | 0      | 1     |
| Balonmano             | 0   | 0     | 1      | 1     |
| Halterofilia          | 1   | 0     | 0      | 1     |
| Lucha                 | 0   | 0     | 1      | 1     |
| Natación              | 0   | 2     | 0      | 2     |
| Natación sincronizada | 0   | 1     | 1      | 2     |
| Piragüismo            | 0   | 2     | 2      | 4     |
| Taekwondo             | 1   | 2     | 0      | 3     |
| Triatlón              | 0   | 1     | 0      | 1     |
| Vela                  | 2   | 0     | 0      | 2     |
| Waterpolo             | 0   | 1     | 0      | 1     |
| TOTAL                 | 4   | 10    | 6      | 20    |

## Diplomas olímpicos
En total se consiguieron 29 diplomas olímpicos en diversos deportes, de estos 6 correspondieron a diploma de cuarto puesto, 7 de quinto, 7 de sexto, 6 de séptimo y 2 de octavo.
| Nombre | Deporte                    | Competición                     | Fecha        |
| --- | -------------------------- | ------------------------------- | ------------ |
| 4.° |                            |                                 |              |
| José Antonio Hermida                                                                                             | Ciclismo de montaña        | Campo a través                  | 12 de agosto |
| Loreto Achaerandio Sandra Aguilar Elena López Lourdes Mohedano Alejandra Quereda Lidia Redondo                   | Gimnasia rítmica           | Concurso completo por conjuntos | 12 de agosto |
| María Teresa Portela                                                                                             | Piragüismo                 | K1 200 m                        | 11 de agosto |
| Ander Elosegi | Piragüismo en eslalon      | C1                              | 31 de julio  |
| David Ferrer Feliciano López                                                                                     | Tenis                      | Dobles masculino                | 4 de agosto  |
| 5.° |                            |                                 |              |
| Miguel Ángel López                                                                                               | Atletismo                  | 20 km marcha                    | 4 de agosto  |
| Equipo | Balonmano                  | Torneo masculino                | 8 de agosto  |
| Sugoi Uriarte | Judo                       | –66 kg                          | 29 de julio  |
| Samuel Hernanz                                                                                                   | Piragüismo en eslalon      | K1                              | 1 de agosto  |
| Nicolás Almagro                                                                                                  | Tenis                      | Individual masculino            | 2 de agosto  |
| Fátima Gálvez | Tiro                       | Foso                            | 4 de agosto  |
| Jesús Serrano | Tiro                       | Foso                            | 6 de agosto  |
| 6.° |                            |                                 |              |
| Carlos Coloma | Ciclismo de montaña        | Campo a través                  | 12 de agosto |
| Pablo Aitor Bernal Rosique Sebastián Mora Vedri David Muntaner Albert Torres Barceló                             | Ciclismo en pista          | Persecución por equipos         | 3 de agosto  |
| Isaac Botella Pérez                                                                                              | Gimnasia artística         | Salto de potro                  | 6 de agosto  |
| Andrés Mata Pérez                                                                                                | Halterofilia               | 77 kg                           | 1 de agosto  |
| Equipo | Hockey sobre hierba        | Torneo masculino                | 11 de agosto |
| Pablo Carrera | Tiro                       | Pistola de aire 10 m            | 28 de julio  |
| Equipo | Waterpolo                  | Torneo masculino                | 12 de agosto |
| 7.° |                            |                                 |              |
| Frank Casañas | Atletismo                  | Disco                           | 7 de agosto  |
| Beatriz Pascual                                                                                                  | Atletismo                  | 20 km marcha                    | 11 de agosto |
| José Daniel Martín Dockx (Grandioso) Morgan Barbançon (Painted Black) Juan Manuel Muñoz Díaz (Fuego de Cárdenas) | Hípica                     | Doma por equipos                | 7 de agosto  |
| Erika Villaécija García                                                                                          | Natación en aguas abiertas | 10 km                           | 9 de agosto  |
| Francisco Cubelos                                                                                                | Piragüismo                 | K1 1000 m                       | 8 de agosto  |
| Ainhoa Murua | Triatlón                   | Femenino                        | 4 de agosto  |
| 8.° |                            |                                 |              |
| Mireia Belmonte                                                                                                  | Natación                   | 400 m cuatro estilos            | 28 de julio  |
| Rafael Trujillo                                                                                                  | Vela                       | Finn                            | 5 de agosto  |

## Participantes por deporte
De los 26 deportes (36 disciplinas) reconocidos por el COI en los Juegos Olímpicos de verano, se contó con representación española en 23 deportes (30 disciplinas). 
| N.º | Deporte                        | H   | M   | T   |
| 1   | Atletismo                      | 27  | 19  | 46  |
| 2   | Bádminton                      | 1   | 1   | 2   |
| 3   | Baloncesto                     | 12  | 0   | 12  |
| 4   | Balonmano                      | 14  | 14  | 28  |
| 5   | Boxeo                          | 2   | 0   | 2   |
| 6   | Ciclismo en ruta               | 5   | 0   | 5   |
| 6   | Ciclismo en pista              | 7   | 1   | 8   |
| 6   | Ciclismo de montaña            | 3   | 0   | 3   |
| 6   | Ciclismo BMX                   | 0   | 0   | 0   |
| 7   | Esgrima                        | 0   | 0   | 0   |
| 8   | Fútbol                         | 18  | 0   | 18  |
| 9   | Gimnasia artística             | 5   | 1   | 6   |
| 9   | Gimnasia rítmica               | –   | 7   | 7   |
| 9   | Gimnasia en trampolín          | 0   | 0   | 0   |
| 10  | Halterofilia                   | 1   | 1   | 2   |
| 11  | Hípica                         | 1   | 2   | 3   |
| 12  | Hockey                         | 16  | 0   | 16  |
| 13  | Judo                           | 2   | 4   | 6   |
| 14  | Lucha                          | 0   | 1   | 1   |
| 15  | Natación                       | 3   | 11  | 14  |
| 15  | Natación sincronizada          | –   | 9   | 9   |
| 15  | Saltos                         | 1   | 1   | 2   |
| 15  | Waterpolo                      | 13  | 13  | 26  |
| 16  | Pentatlón moderno              | 0   | 0   | 0   |
| 17  | Piragüismo en aguas tranquilas | 4   | 1   | 5   |
| 17  | Piragüismo en eslalon          | 2   | 1   | 3   |
| 18  | Remo                           | 0   | 0   | 0   |
| 19  | Taekwondo                      | 2   | 1   | 3   |
| 20  | Tenis                          | 6   | 6   | 12  |
| 21  | Tenis de mesa                  | 2   | 3   | 5   |
| 22  | Tiro                           | 6   | 2   | 8   |
| 23  | Tiro con arco                  | 1   | 1   | 2   |
| 24  | Triatlón                       | 3   | 3   | 6   |
| 25  | Vela                           | 7   | 7   | 14  |
| 26  | Voleibol                       | 0   | 0   | 0   |
| 26  | Vóley playa                    | 2   | 2   | 4   |
|     | TOTAL                          | 166 | 112 | 278 |

## Deportistas clasificados
En el listado siguiente se nombran los deportistas que se clasificaron para los Juegos. En dos deportes, atletismo y natación (exceptuando en este último las pruebas por relevos y de aguas abiertas), las plazas se obtuvieron por medio de las marcas mínimas olímpicas establecidas por el COI para cada disciplina.

## Atletismo[n 7]
Podían competir como máximo tres atletas en cada prueba que hubieran obtenido la mínima A; en caso de que en alguna prueba ninguno hubiera alcanzado esta marca, pero sí hubiera uno o más con la mínima B, entonces podía participar únicamente un atleta con este tipo de marca.
En total se clasificaron 46 atletas (27 hombres y 19 mujeres).

#### Masculino
Con mínima A
- 100 m: Ángel David Rodríguez
- 800 m: Kevin López, Luis Alberto Marco, Antonio Reina
- 1.500 m: Diego Ruiz, Álvaro Rodríguez, David Bustos
- 5.000 m: Jesús España[27] y Javier Alves[28]
- Maratón: Carles Castillejo, Ignacio Cáceres y José Carlos Hernández
- 3.000 m con obstáculos: Ángel Mullera, Abdelaziz Merzougui, Víctor García
- Salto de longitud: Eusebio Cáceres, Luis Felipe Méliz
- Disco: Mario Pestano, Frank Casañas
- 20 km marcha: Miguel Ángel López, Francisco Javier Fernández,[29] Álvaro Martín Uriol
- 50 km marcha: Jesús Ángel García, Mikel Odriozola y Benjamín Sánchez

Con mínima B
- 10.000 m: Ayad Lamdassem
- 110 m vallas: Jackson Quiñónez
- Salto con pértiga: Igor Bychkov
- Peso: Borja Vivas
- Martillo: Javier Cienfuegos

#### Femenino
Con mínima A
- 400 m: Aauri Bokesa
- 1.500 m: Natalia Rodríguez, Nuria Fernández e Isabel Macías
- 5.000 m: Dolores Checa[30]
- Maratón: Alessandra Aguilar, María Elena Espeso y Vanessa Veiga
- 3.000 m con obstáculos: Marta Domínguez, Diana Martín
- 100 m vallas: Josephine Onyia[31]
- Salto de altura: Ruth Beitia
- Jabalina: Mercedes Chilla[32]
- 20 km marcha: María José Poves, Beatriz Pascual y María Vasco

Con mínima B
- 5.000 m: Judith Plá
- 10.000 m: Gema Barrachina[33]
- Salto con pértiga: Ana María Pinero[34]
- Salto de longitud: Concepción Montaner
- Salto triple: Patricia Sarrapio
- Jabalina: Nora Aída Bicet
- Peso: Úrsula Ruiz
- Martillo: Berta Castells

## Bádminton
- Pablo Abián
- Carolina Marín

## Baloncesto
- Equipo masculino: José Manuel Calderón, Víctor Claver, Rodolfo Fernández, Marc Gasol, Pau Gasol, Serge Ibaka, Sergio Llull, Juan Carlos Navarro, Felipe Reyes, Sergio Rodríguez, Víctor Sada y Fernando San Emeterio (12 jugadores)

## Balonmano
- Equipo masculino: Julen Aguinagalde, Mikel Aguirrezabalaga, Joan Cañellas, Raúl Entrerríos, Gedeón Guardiola, Eduardo Gurbindo, José Javier Hombrados, Jorge Maqueda, Viran Morros, Albert Rocas, Daniel Sarmiento, Arpad Šterbik, Víctor Tomás y Cristian Ugalde (14 jugadores)
- Equipo femenino: Macarena Aguilar, Nely Carla Alberto, Jessica Alonso, Vanessa Amorós, Andrea Barnó, Mihaela Ciobanu, Verónica Cuadrado, Patricia Elorza, Beatriz Fernández, Begoña Fernández, Marta Mangué, Carmen Martín, Silvia Navarro y Elisabeth Pinedo (14 jugadoras)

## Ciclismo

#### Ruta
- Jonathan Castroviejo
- Óscar Freire[35]
- José Joaquín Rojas
- Luis León Sánchez
- Samuel Sánchez[36]
- Francisco José Ventoso[37]
- Alejandro Valverde

#### Pista
- Pablo Aitor Bernal Rosique
- Hodei Mazkiaran
- Sebastián Mora Vedri
- David Muntaner
- Juan Peralta Gascón
- Leire Olaberria
- Eloy Teruel
- Albert Torres Barceló

#### Bicicleta de montaña
- Carlos Coloma
- José Antonio Hermida
- Sergio Mantecón

## Fútbol
- Equipo masculino: Francisco Román Alarcón, Jordi Alba, César Azpilicueta, Alberto Botía, Álvaro Domínguez, David de Gea, Ander Herrera, Adrián López, Diego Mariño, Iñigo Martínez, Javier Martínez, Juan Mata, Martín Montoya, Rodrigo Moreno, Iker Muniain, Jorge Resurrección, Oriol Romeu y Cristian Tello (18 jugadores)

## Gimnasia

#### Gimnasia artística
- Isaac Botella Pérez
- Javier Gómez Fuertes
- Fabián González
- Ana María Izurieta
- Rubén López
- Sergio Muñoz

#### Gimnasia rítmica
- Carolina Rodríguez
- Loreto Achaerandio
- Sandra Aguilar
- Elena López
- Lourdes Mohedano
- Alejandra Quereda
- Lidia Redondo

## Halterofilia
- Lidia Valentín
- Andrés Mata

## Hípica

#### Doma
- Beatriz Ferrer Salat (Delgado)[38]
- Juan Manuel Muñoz Díaz (Fuego de Cárdenas)
- Morgan Barbançon (Painted Black)
- José Daniel Martín Dockx (Grandioso)

## Hockey sobre hierba
- Equipo masculino:[39] David Alegre, Ramón Alegre, Pol Amat, José Carlos Ballbé, Francisco Cortés, Miguel Delas, Sergi Enrique, Alexandre Fàbregas, Juan Fernández, Santiago Freixa, Xavier Lleonart, Roc Oliva, Pau Quemada, Marc Sallés, Manel Terraza y Eduard Tubau (16 jugadores)

## Judo
- Sugoi Uriarte
- Kiyoshi Uematsu
- Oiana Blanco
- Ana Carrascosa
- Cecilia Blanco
- Concepción Bellorín

## Lucha
- Maider Unda

## Natación

#### En piscina[n 8]
Lograron la clasificación 14 nadadores (3 hombres y 11 mujeres).
- Duane da Rocha (100 y 200 m espalda y 4×100 m estilos)
- Marina García Urzainque (100 y 200 m braza y 4×100 m estilos)
- Judit Ignacio Sorribes (200 m mariposa y 4×100 m estilos)
- Patricia Castro Ortega (4×200 m libres)
- Lydia Morant (4×200 m libres)
- Melani Costa (200 y 400 m libres, 4×200 m libres y 4×100 m estilos)
- Mireia Belmonte (400 y 800 m libres, 200 m mariposa, 200 y 400 m estilos, 4×200 m libres)
- Concepción Badillo (100 m braza)
- Beatriz Gómez (200 m estilos)
- Claudia Dasca (400 m estilos)
- Erika Villaécija García (800 m libres)[n 6]
- Aschwin Wildeboer (100 m espalda)
- Juan Miguel Rando (100 m espalda)

#### Aguas abiertas
- Erika Villaécija García[n 6]
- Francisco José Hervás

#### Natación sincronizada
- Ona Carbonell
- Andrea Fuentes
- Clara Basiana
- Alba Cabello
- Margalida Crespí
- Thais Henríquez
- Paula Klamburg
- Irene Montrucchio
- Laia Pons (reserva)

## Piragüismo

#### Aguas tranquilas
- David Cal
- Alfonso Benavides
- María Teresa Portela
- Francisco Cubelos
- Saúl Craviotto

#### Eslalon
- Maialen Chourraut
- Ander Elosegi
- Samuel Hernanz

## Saltos
- Javier Illana
- Jennifer Benítez

## Taekwondo
- Nicolás García Hemme
- Joel González Bonilla
- Brigitte Yagüe

## Tenis
- Rafael Nadal[4]
- David Ferrer
- Nicolás Almagro
- Fernando Verdasco
- Marcel Granollers
- Feliciano López
- Marc López
- Anabel Medina Garrigues
- Carla Suárez Navarro
- María José Martínez Sánchez
- Nuria Llagostera
- Arantxa Parra
- Silvia Soler Espinosa

## Tenis de mesa
- Yanfei Shen
- Sara Ramírez
- Galia Dvorak
- He Zhi Wen
- Carlos Machado

## Tiro con arco
- Elías Cuesta
- Iria Grandal

## Tiro olímpico
- Alberto Fernández
- Sonia Franquet
- Fátima Gálvez
- Jorge Llames
- Pablo Carrera
- Jesús Serrano
- Javier López Sánchez
- Juan José Aramburu

## Triatlón
- Javier Gómez Noya
- Mario Mola
- José Miguel Pérez
- Ainhoa Murua
- Zuriñe Rodríguez
- Marina Damlaimcourt

## Vela
- Marina Alabau (clase RS:X)
- Alicia Cebrián (clase Laser radial)
- Onán Barreiros (clase 470)
- Aarón Sarmiento (clase 470)
- Rafael Trujillo (clase Finn)
- Tara Pacheco (clase 470)
- Berta Betanzos (clase 470)
- Iker Martínez (clase 49er)
- Xabier Fernández (clase 49er)
- Iván Pastor (clase RS:X)
- Javier Hernández (clase Laser)
- Támara Echegoyen (clase Elliot 6m)
- Ángela Pumariega (clase Elliot 6m)
- Sofía Toro (clase Elliot 6m)

## Vóley playa
- Elsa Baquerizo

- Liliana Fernández
- Adrián Gavira
- Pablo Herrera

## Waterpolo
- Equipo masculino: Iñaki Aguilar, Albert Español, Mario José García, Xavier García, Daniel López, Blai Mallarach, David Martín, Marc Minguell, Guillermo Molina, Iván Pérez, Felipe Perrone, Bálazs Szirányi y Xavier Vallès (13 jugadores)
- Equipo femenino: Marta Bach, Andrea Blas, Ana Copado, Anna Espar, Laura Ester, Maica García, Laura López, Ona Meseguer, Lorena Miranda, Matilde Ortiz, Jennifer Pareja, Pilar Peña y Roser Tarragó (13 jugadoras)